# Bagola
Bagola (régebbi nevei Bagolya és Bagolasánc) 1981-ben Nagykanizsához csatolt egykori község, a megyei jogú város központjától 5 kilométerre délkeletre, a 61-es főút közelében, Zala és Somogy vármegyék határán. A községbe a 68 151-es út vezet, amely ugyanott ágazik ki a 61-esből, ahol beletorkollik Galambok-Miháld felől a 6832-es út. Közösségi közlekedéssel a 10-es, 10E és a (Nagyfakosig közlekedő) 10Y-os helyi autóbuszjárattal közelíthető meg.

## Története
Bagola területén a középkorban két falu volt, Bagolya és Kisfalud (későbbi nevén Szentgyörgyvársánc), melyek a török hódoltság alatt elpusztultak. A két puszta a 18. században Bagola és Sánc néven újratelepült; Bagola hamarosan faluvá gyarapodott, 1828-tól pedig egyesítették őket Bagolasánc néven.
Bagolasáncnak 1920-ban 1018 lakosa volt. 1948-ig Somogy vármegyéhez, azon belül a Csurgói járáshoz tartozott, de közvetlenül Zala vármegye határán feküdt. 1948-ban Zala megyéhez csatolták Somogyszentmiklóssal együtt. 1963-ban Bagolasánc nevét Bagolára változtatták, 1981-ben pedig Nagykanizsához csatolták több más községgel, így az 1950 óta Miklósfának nevezett egykori Somogyszentmiklóssal együtt.

## Nevezetességek
- Templom
- Művelődési ház
- Sportpályája van; a megyei II. osztályban szereplő futballcsapata a Nagykanizsa-Bagola Városrészi Sportegyesület